# 熊楊
熊楊（？—？），羋姓，熊氏，索隱鄒誕本作「熊鍚」，一作「煬」，熊勝之弟。熊楊生熊渠。
《清华大学藏战国竹简》《楚居》上名为熊鍚，《史记》作熊杨、熊煬，《汉书》作熊鍚，当周懿王、周孝王、周夷王之时。
| 前任： 兄熊勝 | 楚國君主 | 繼任： 子熊渠 |